# Ludwig Mielichhofer

Ludwig Mielichhofer, Lithographie von August Prinzhofer, 1847, mit der Widmung „seinem Freunde Dr. L. A. Frankl.“

Ludwig Mielichhofer (* 1. Mai 1814 in Salzburg; † 2. März 1892 ebenda) war ein österreichischer Journalist, Schriftsteller und Musikkritiker. Er publizierte teilweise unter dem Pseudonym „Norbert Lattecorte“.

## Leben
Mielichhofer war ein Sohn des Naturforschers Mathias Mielichhofer (1772–1847). Er studierte 1832 bis 1838 Medizin an der Universität Wien, wählte aber dann eine schriftstellerische Laufbahn. Ab 1838 war er in München tätig, ab 1839 in Wien als Redakteur und Musikkritiker. Er schrieb dort für die Wiener Zeitschrift für Kunst, Literatur, Theater und Mode, die Wiener Theaterzeitung, die Sonntagsblätter und den Wanderer.
1842 erlebte er in Salzburg die Enthüllung des Mozart-Denkmals und nahm am Mozart-Festival teil. Anschließend kehrte er nach Wien zurück. 1848 bis 1872 war er Chefredakteur der Salzburger Zeitung, später auch Sekretär der Salzburger Handelskammer. 1872 bis 1882 gehörte er zu den Mitarbeitern der Wiener Zeitung.
Ein Teil von seinem Nachlass befindet sich heute im Mozarteum, einen weiteren Teil besitzt das Salzburg Museum.

## Schriften (Auswahl)
- Physiognomien der Münchner Kunstzustände, München 1838
- Joseph Danhauser, in: Wiener Zeitschrift für Kunst, Literatur, Theater und Mode, Nr. 143 vom 28. November 1839, S. 1140–1143 (Digitalisat)
- Die Musik bei den Chinesen, in: Oesterreichisches Morgenblatt. Zeitschrift für Vaterland, Natur und Leben, Jg. 5, Nr. 38 vom 28. März 1840, S. 150f. (Digitalisat)
- Physiognomie der Wiener Kunstzustände im Jahre 1840, in: Ost und West. Blätter für Kunst, Literatur und geselliges Leben, Nr. 32 vom 15. April 1840, S. 146f. (Digitalisat); Beilage Nr. 7, S. 153–155 (Digitalisat); Nr. 35 vom 29. April 1840, S. 165–167 (Digitalisat); Nr. 36 vom 2. Mai 1840, S. 170f. (Digitalisat); Nr. 38 vom 9. Mai 1840, S. 182f. (Digitalisat); Nr. 40 vom 16. Mai 1840, S. 189f. (Digitalisat); Nr. 45 vom 3. Juni 1840, Beilage Nr. 10 (Digitalisat); Nr. 46 vom 6. Juni 1840, S. 222f. (Digitalisat); Nr. 47 vom 10. Juni 1840, S. 226f. (Digitalisat); Nr. 50 vom 20. Juni 1840, S. 238f. (Digitalisat)
- Das Mozart-Denkmal zu Salzburg und dessen Enthüllungs-Feier im September 1842. Eine Denkschrift, Salzburg 1842 (Digitalisat)
- Ueber Landschaftsmalerei, in: Sonntagsblätter, Jg. 1, Nr. 6 vom 6. Februar 1842, S. 94–97 (Digitalisat)
- Ein Abend in Aigen – Ein Gespräch mit Lenau, in: Sonntagsblätter, Jg. 5, Nr. 26 vom 28. Juni 1846, S. 601–606 (Digitalisat)
- Ein Spaziergang mit Stiegelmaier nach Leopoldskron, in: Sonntagsblätter, Jg. 5, Nr. 28 vom 12. Juli 1846, S. 652–656 (Digitalisat)
- Die Torfmoorbad- und Molken-Curanstalt Marienbad in Leopoldskronmoos bei Salzburg, Salzburg 1856 (Digitalisat)
- Die Säkular-Feier der Geburt Mozart's in Salzburg 1856, Salzburg 1856 (Digitalisat)
- Die Kaiserin-Elisabeth-Westbahn und der Salzburger Bahnhof, Salzburg 1860 (Digitalisat)
- Die Dampfschifffahrt auf der Salzach, in: Salzburger Zeitung, Nr. 109 vom 11. Mai 1860 (Digitalisat)